# کرتیس ۳۶۲۱
سیارک ۳۶۲۱ (به انگلیسی: 3621 Curtis، نامگذاری:1981SQ1) سه هزار و ششصد و بیست و یکمین سیارک کشف شده‌است که در ۲۶ سپتامبر ۱۹۸۱ کشف شد.
قدر مطلق سیارک برابر ۱۲٫۲۰ است.